# Фронт гірничих робіт
Фронт гірничих робіт - 
- 1) Сумарна довжина очисних вибоїв на шахті. Як проектна величина визначається річною виробничою потужністю шахти з урахуванням видобутку корисної копалини при проведенні підготовчих виробок, продуктивністю пластів, посуванням вибоїв і коеф. вилучення корисної копалини. Ф.г.р. шахти досягає тис. м.
- 2) Частина уступу (по його довжині), підготовлена до розробки (Ф.г.р. уступу), або сумарна протяжність робочих уступів кар'єру (Ф.г.р. кар'єру). Визначається умовами розробки родовища. На відкритих гірничих роботах розрізняють Ф.г.р. по пустих породах і корисній копалині. Нормальний Ф.г.р. уступу на 1 екскаватор при залізн. транспорті 500-600 м (мінімум 300-400 м), при автомоб. транспорті і конвеєрах стрічкових 100-200 м (мінімум 40-50 м). Ф.г.р. кар'єру досягає дек. тис. м.

## Загальний опис
Переміщення фронту гірничих робіт – напрямок і порядок посування фронту гірничих робіт у плані, що характеризується його положенням на початку і кінці визначеного періоду.
Швидкість посування фронту гірничих робіт – середнє переміщення фронту гірничих робіт за рік, обмірюване по нормалі до фронту; важливий показник інтенсивності гірничих робіт, параметр системи розробки.
Поворот фронту гірничих робіт при його віяловому посуванні відбувається у поворотному пункті. Це найчастіше – місце примикання вибійних і відвальних тимчасових транспортних комунікацій до траси їх розміщення у капітальній траншеї.
При відкритих гірничих роботах розрізняють: Фронт діючий (активний) – фронт, у межах якого ведуться розкривні чи добувні роботи. Фронт здвоєний – фронт із двома транспортними вантажними виходами з уступу. Фронт концентричний – фронт замкнутої конфігурації, що має форму в плані, близьку до окружності. Фронт наскрізний – фронт уступу з потоковим рухом транспорту; має окремі транспортні порожняковий вхід і вантажний вихід. Фронт одинарний – фронт з одним транспортним вантажним виходом з уступу. Фронт однорідний – фронт, у межах якого представлені тільки породи розкриву чи тільки корисна копалина одного сорту. Фронт початковий – частина уступу, що утворена розрізною траншеєю чи котлованом і забезпечена транспортними й енергетичними комунікаціями; фронт початковий створює нормальні експлуатаційні умови для відпрацьовування уступу. Фронт поперечний – фронт, що розташований уздовж короткої осі кар'єрного поля. Фронт поздовжній – фронт, що розташований уздовж довгої осі кар'єрного поля. Фронт різнорідний – фронт, у межах якого чергуються блоки порід розкриву, корисної копалини чи різних її сортів. Фронт резервний – фронт, у межах якого тимчасово не ведуться розкривні чи добувні роботи. Фронт тупиковий – фронт уступу із зворотнім (човниковим) рухом транспорту; має загальний транспортний порожняковий вхід і вантажний вихід. Фронт фланговий – фронт із розташуванням транспортного вантажного виходу на фланзі (за межами уступу). Фронт центральний – фронт із розташуванням транспортного вантажного виходу в межах уступу. 

## Окремі випадки
ФРОНТ ОЧИСНИХ ВИБОЇВ (РОБІТ) – сумарна протяжність очисних вибоїв у крилі шахти, шахтопласті, на поверсі, ярусі. Іноді цим терміном називають сумарну лінію очисних вибоїв або лінію діючих очисних вибоїв шахти.
ФРОНТ РОБІТ КАР’ЄРУ – сумарна протяжність фронтів робіт окремих робочих уступів. Поділяється на розкривний та видобувний.
ФРОНТ РОБІТ УСТУПУ – частина робочого уступу (за довжиною), підготовлена до ведення гірничих робіт. Підготовка полягає у створенні на робочому горизонті майданчика шириною не менше мінімально допустимої і у підводі транспортних та енергосилових комунікацій, що забезпечують роботу обладнання.